# Чавес-и-Чавес, Хосе
Хосе́ Ко́би Фрей Ча́вес-и-Ча́вес (англ. José Coby Frey Chávez y Chávez; 1851, Сиболета, Нью-Мексико, США — 1924, округ Гуадалупе, Нью-Мексико, США) — американский ковбой и ганфайтер, объявленный вне закона на Диком Западе. Хосе Чавес-и-Чавес был одним из основных бойцов «Регуляторов», окружного отряда, участвовавшего в Войне в округе Линкольн, и впоследствии членом банд Билли Кида и Висенте Сильвы.
Образ Чавес-и-Чавеса был использован в американских фильмах «Молодые стрелки» (1988) и «Молодые стрелки 2» (1990), а также в видеоигре Gun.

## Ранние годы
О ранних годах Хосе Чавеса известно мало. Считается, что он был незаконнорождённым сыном испанца и индианки из племени апачей. В юности Хосе был разнорабочим, но вскоре пришёл к выводу, что честный труд слишком тяжёл, и постепенно встал на преступный путь. Сначала он промышлял мелким воровством и грабежами, но со временем превратился в известного скотокрада.

### Война в округе Линкольн
Война в округе Линкольн стала следствием соперничества между компанией «Мёрфи и Долан» и английским предпринимателем Джоном Танстеллом за экономическое влияние на Территории Нью-Мексико. Фактически округ контролировался Лоренсом Мёрфи и Джеймсом Доланом, владевшими там единственным магазином. Их фирма имела сильных покровителей в лице губернатора штата и генерального прокурора Территории Нью-Мексико, которые были её поручителями. К тому же, охотно скупая краденный скот, они заполучили контракт на поставки мяса с правительством США. Танстелл и его адвокат Александр Максуин были противниками их альянса. Джон Танстелл нанял для охраны своего скота людей, в число которых входили Билли Кид и Хосе Чавес-и-Чавес. На стороне компании «Мёрфи и Долан» были банда Джесси Эванса и отряд ранчеров, известный как «Воины семи рек». Кроме того, Джеймс Долан подкупил представителей закона, в частности, шерифа Уильяма Брейди. Фракции были разделены по этническому и религиозному признаку: люди Мёрфи были в основном католиками-ирландцами, а Танстелл и его союзники — английскими протестантами.
Убийство Танстелла бандой Эванса, подосланной шерифом Брейди, произошедшее 18 февраля 1878 года, развязало конфликт между двумя фракциями, который вошёл в историю, как Война в округе Линкольн, и стал самым кровавым гражданским конфликтом на Диком Западе. После этого преступления ковбои Танстелла, уже не надеясь на помощь закона, объединились в отряд «Регуляторы» (Regulators), для того чтобы отомстить убийцам. Основными бойцами отряда были Дик Брюэр, Билли Кид, Док Скарлок, Чарли Боудри, Хосе Чавес-и-Чавес, «Грязный Стив» Стивенс, Джон Миддлтон, Фрэнк Макнаб, Генри Ньютон Браун, Том О’Фолльярд, а также кузены Джордж и Фрэнк Коу. Юридически группа была создана как помощники мирового судьи Уилсона. Брюэр возглавил отряд, поскольку был самым опытным (на тот момент он занимал должность городского констебля Линкольна).
9 марта 1878 года у Блэкуотер-Крик «Регуляторы» убили Билла Мортона и Фрэнка Бейкера, двух членов банды Эванса, не намереваясь их арестовывать и предавать суду. «Регуляторам» также приписывается убийство члена окружного отряда Уильяма Макклоски, который якобы их предал, совершённое в тот же день.
1 апреля шериф Брейди с четырьмя помощниками шёл по главной улице Линкольна, когда из-за забора магазина Танстелла прогремели выстрелы. Брейди был убит на месте, заместитель шерифа Джордж У. Хиндман — смертельно ранен. Помимо этого, в перестрелке был ранен случайной пулей судья Уилсон, мирно работавший возле своего дома.
Хосе Чавес участвовал в большинстве боевых действий Войны в округе Линкольн. Известно, что он присутствовал 9 марта 1878 года при убийстве «Регуляторами» Уильяма Мортона и Фрэнка Бейкера, а также при убийстве Макклоски. Кроме того, хотя шериф Брейди получил около дюжины огнестрельных ранений, его убийство Чавес-и-Чавес приписывал именно себе. Чавес принимал участие в рейде, организованном Доком Скарлоком в отместку за убийство Макнаба, в результате которого «Регуляторы» захватили и убили при попытке к бегству «Индейца Мануэля» Сеговию, причём считается, что его застрелили Билли Кид и Чавес.
Хосе Чавес также сыграл заметную роль в Битве за Линкольн 15—19 июля 1878 года, командуя мексиканскими стрелками, нанятыми Александром Максуином. После того, как в битву вступило кавалерийское подразделение армии США, и мексиканцы бежали с поля боя, Чавес принял решение остаться с Максуином, несмотря на неоспоримое позиционное и сокрушительное численное и техническое превосходство противника.

### После войны

#### 1880-е
К марту 1879 года губернатор Территории Нью-Мексико Лью Уоллес начал активную кампанию по искоренению преступности в штате. Главным его приоритетом стало прекращение войны между фракциями Танстелл — Максуин — Чизум и Мёрфи — Долан — Райли. Для поддержания порядка Уоллес сформировал отряд «Конные стрелки округа Линкольн» (Lincoln County Mounted Rifles), рядовым членом которого стал и Чавес. Однако «Конные стрелки» не справились со своей задачей; отряд просуществовал всего около трёх месяцев, на протяжении которых Хосе также оставался в банде Билли Кида.
Когда Билли Кид попытался заключить сделку о признании вины с губернатором Уоллесом, Чавес свидетельствовал вместе с ним в суде, обвиняя армию США в поджоге дома Максуинов во время Битвы за Линкольн и смертях, связанных с этим пожаром.
Считается, что в мае 1880 года Чавес, находясь в тюрьме округа Линкольн, убил другого заключённого, «Одноглазого Джо» Мёрфи.
После смерти Билли Кида и ликвидации его банды в 1881 году Чавес много путешествовал по юго-западу США, очевидно, не имея какой-либо конкретной цели. В Лас-Вегасе, штат Нью-Мексико, он встретился с Бобом Фордом, убийцей Джесси Джеймса. Согласно устоявшейся легенде, они условились о дуэли между собой, но Форд был настолько напуган стрелковыми способностями Чавеса, что сбежал до её начала.
Некоторое время Хосе служил одним из трёх заместителей шерифа в Старом городе Лас-Вегаса. Позднее он познакомился с Висенте Сильвой и присоединился к двум его отрядам. Один из них, «Белые шляпы» (исп. Las Gorras Blancas), был террористическим подразделением организации «Партия народного союза» (El Partido del Pueblo Unido). Англоязычные поселенцы Нью-Мексико считали его бандой, но большинство коренных жителей — борцами за свободу. Другая группа Сильвы, «Общество бандитов» (La Sociedad de Bandidos), обвинялась англо-иммигрантами на Территории Нью-Мексико в том, что она действует как мафия, получая прибыль за счёт того, что выживает иммигрантов из бизнеса и захватывает их собственность.

### Арест и заключение
22 октября 1892 года Хосе Чавес-и-Чавес, Эухенио Аларид и Хулиан Трухильо по приказу Висенте Сильвы линчевали Патрисио Маеса. В феврале 1893 года этой же группе было приказано убить шурина Сильвы, Габриэля Сандоваля, из-за опасений, что тот знает, кто совершил убийство Маеса и собирается сообщить о нём в полицию. После смерти Сандоваля жена Сильвы начала проявлять беспокойство, расспрашивая о местонахождении и судьбе своего брата. Когда Сильва приказал Чавесу, Алариду и Трухильо убить его жену, все трое обеспокоились его психическим состоянием, и, в конце концов, пришли к выводу, что необходимо убить и самого Сильву. Чавес, Аларид и Трухильо беспрекословно вырыли могилу для жены Сильвы, но, когда тот привёл её к месту будущего захоронения, троица застрелила их обоих и похоронила в одной могиле.
В 1894 году за убийство Маеса был арестован мужчина, который в ходе следствия обвинил Чавеса, Аларида и Трухильо в убийстве Габриэля Сандоваля. В апреле 1894 года Аларид и Трухильо были арестованы, преданы суду и приговорены к пожизненному заключению за убийство. Чавес узнал об арестах и попытался скрыться от правосудия; за его голову была назначена награда в 500 долларов США. Он был арестован 26 мая 1894 года в Сокорро, штат Нью-Мексико. Присяжные признали его виновным и приговорили к смертной казни через повешение. Верховный суд Территории Нью-Мексико предоставил Чавесу повторное судебное разбирательство, по итогам которого ему снова был вынесен смертный приговор. Казнь должна была состояться 29 октября 1897 года, однако исполнение приговора было отсрочено, а 20 ноября судебное решение было отменено губернатором Отеро, который, несмотря на широкую огласку дела и давление общественности, требовавшей казнить Чавеса, счёл возможным заменить ему приговор пожизненным заключением. 23 ноября 1897 года Хосе Чавес-и-Чавес под номером 1089 был заключён в тюрьму штата Нью-Мексико, где и оставался до 57 лет, отбыв в общей сложности 11 лет из своего пожизненного срока.
11 января 1909 года губернатор Джордж Карри помиловал Чавеса за помощь, которую тот оказал тюремным охранникам во время бунта.

### Последние годы и смерть
После освобождения из тюрьмы Хосе Чавес-и-Чавес вернулся в Лас-Вегас. Оставшиеся 15 лет своей жизни он провёл среди друзей, став добропорядочным членом общества.
В 1924 году в возрасте 72 лет Чавес мирно скончался у себя дома на руках у своего старого друга Либерато Баки. Он похоронен на кладбище в Милагро, округ Гуадалупе, штат Нью-Мексико.

## Образ в культуре
- В фильме «Молодые стрелки» (США, 1988) и сиквеле «Молодые стрелки 2» (США, 1990) Чавеса сыграл Лу Даймонд Филлипс. В этих картинах, вопреки реальной истории, Чавес изображён как полумексиканец/полуиндеец-навахо. Кроме того, последняя сцена в сиквеле заставляет зрителя поверить, что он умирает в результате огнестрельного ранения после перестрелки с отрядом шерифа Пэта Гарретта[27][28].
- Хосе Чавес-и-Чавес также является одним из персонажей видеоигры Gun[29].

## Галерея

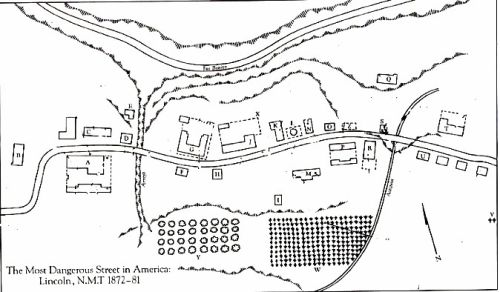
Карта Линкольна, составленная между 1872 и 1881
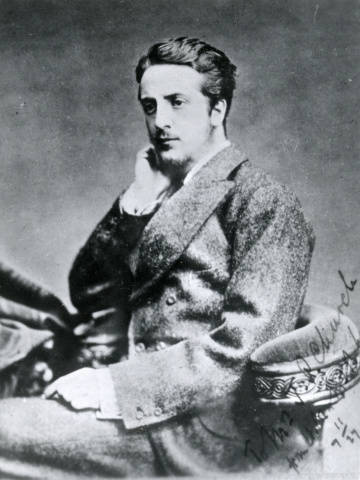
Джон Генри Танстелл, 1875
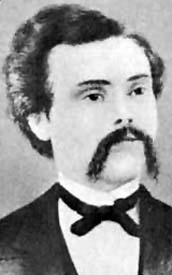
Александр Максуин, ок. 1875
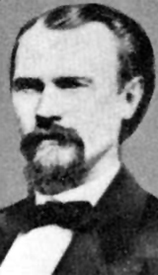
Лоренс Мёрфи, 1870-е
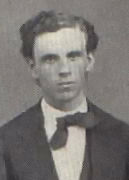
Джеймс Долан, 1870-е
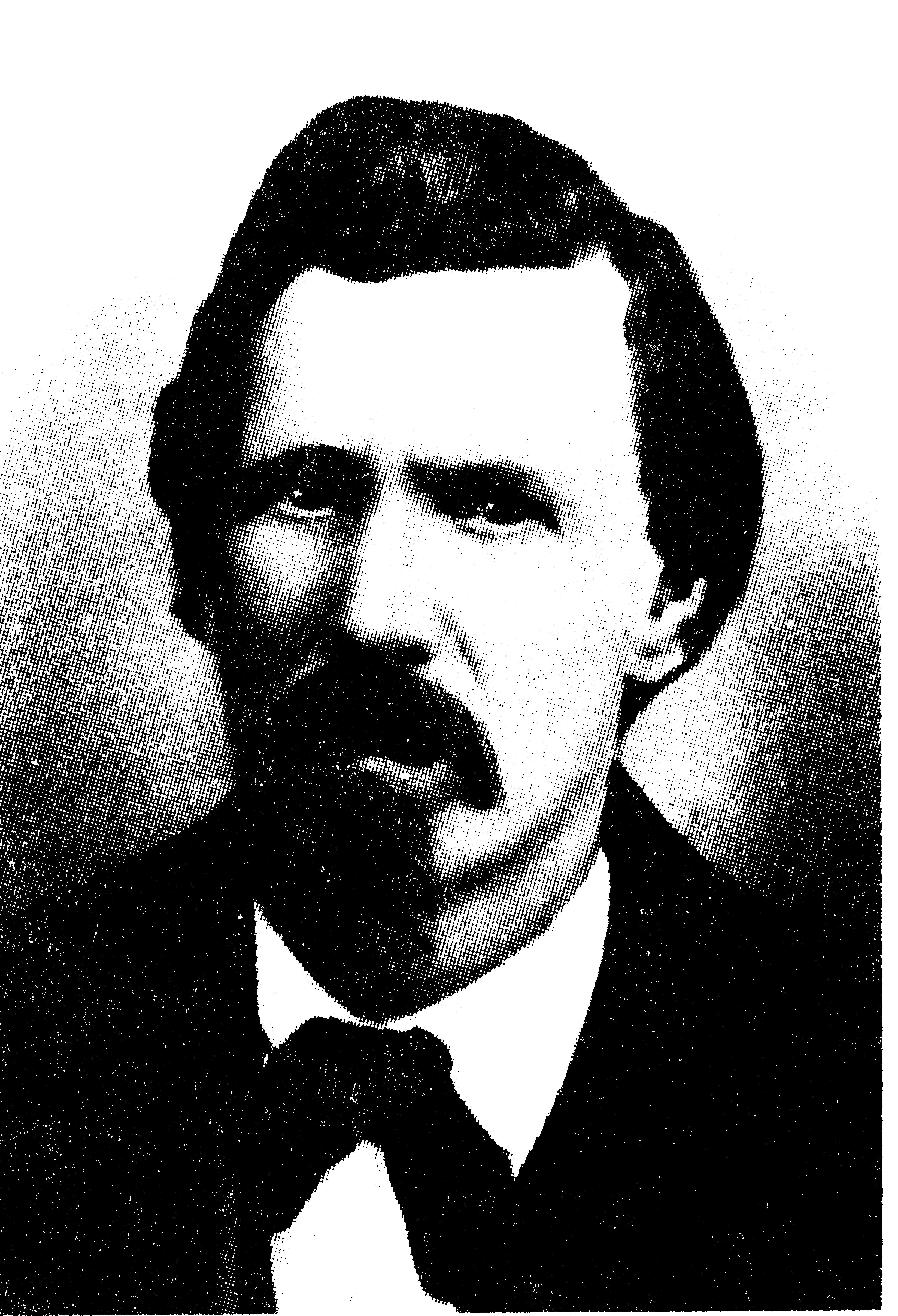
Уильям Брейди, 1872
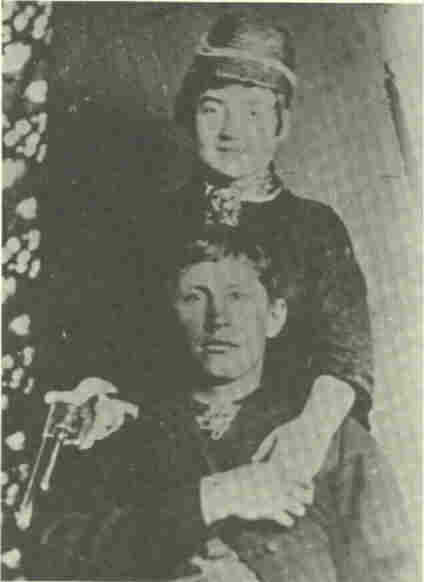
Джесси Эванс и неизвестная женщина, ок. 1870
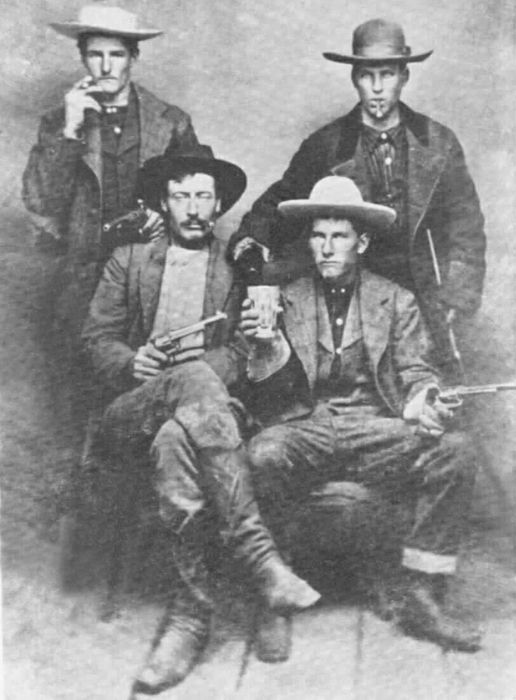
«Воины семи рек», ок. 1878
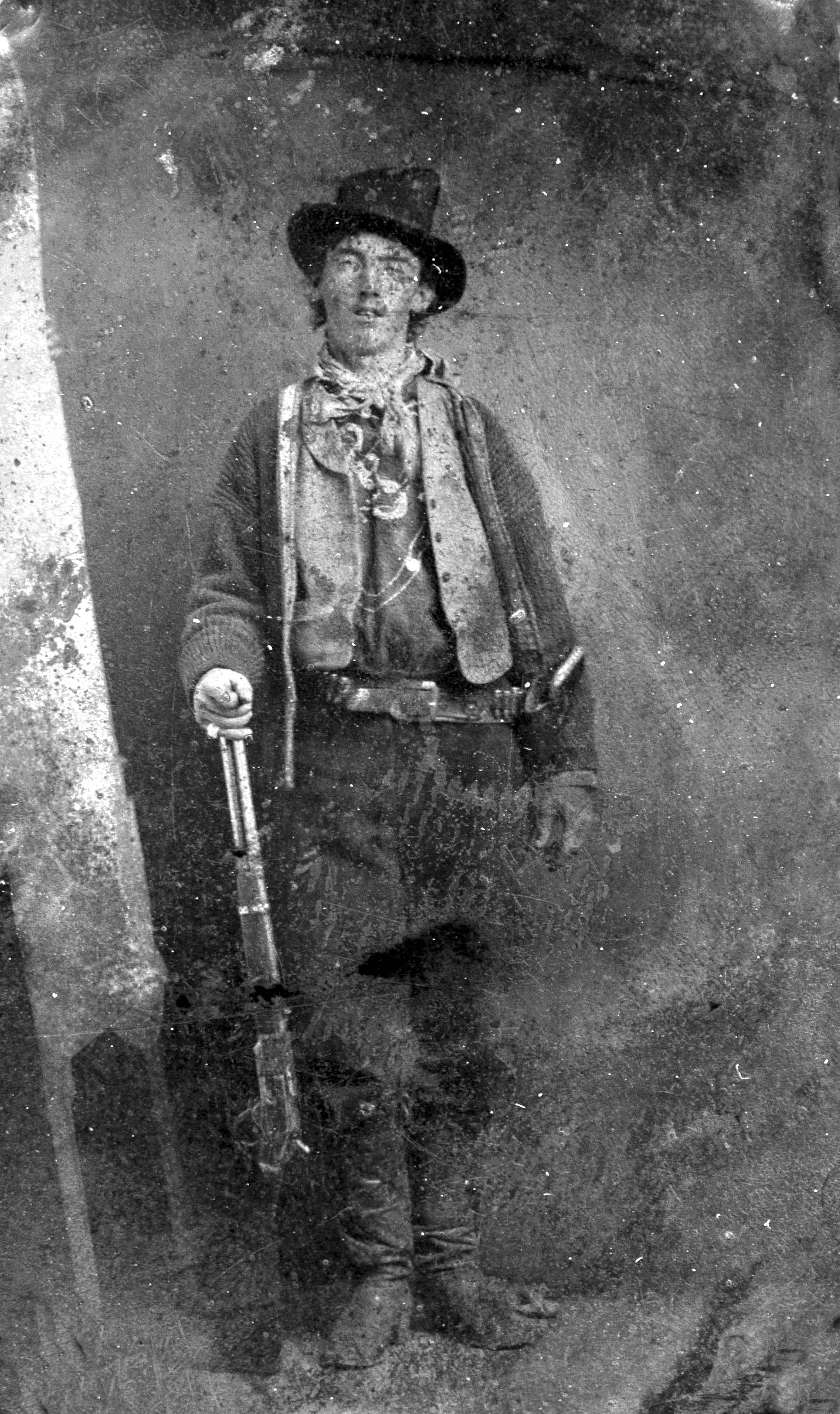
Билли Кид, ок. 1880
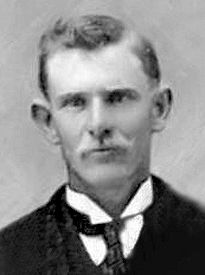
Док Скарлок, 1877
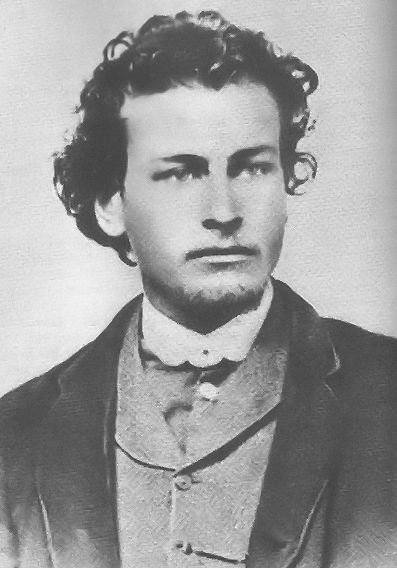
Дик Брюэр, ок. 1875
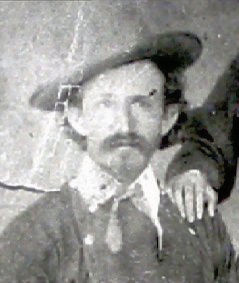
Чарли Боудри, ок. 1880
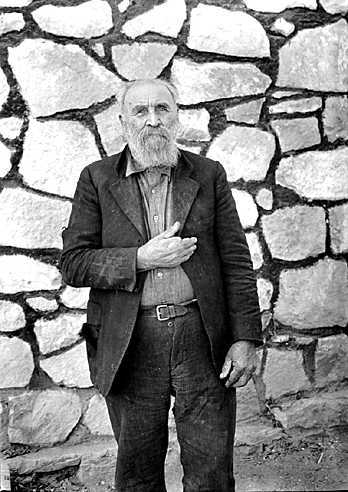
Джордж Коу, 1934
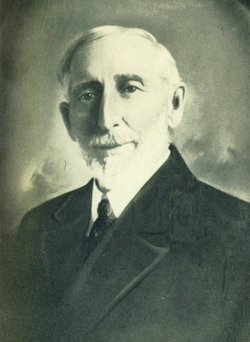
Фрэнк Коу, 1930
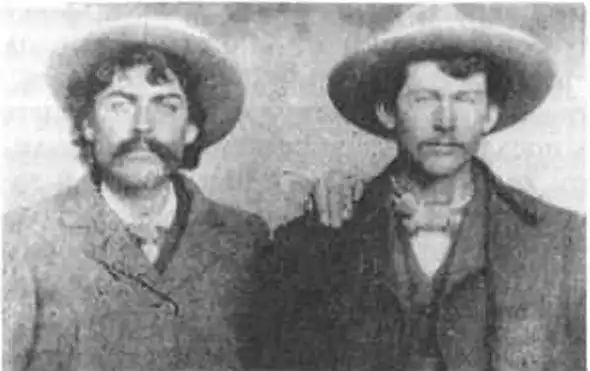
Фрэд Уэйт и Генри Ньютон Браун, ок. 1878
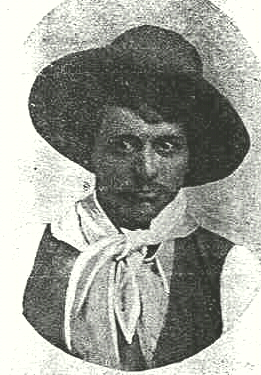
Предполагаемое фото Джима Френча, 1878
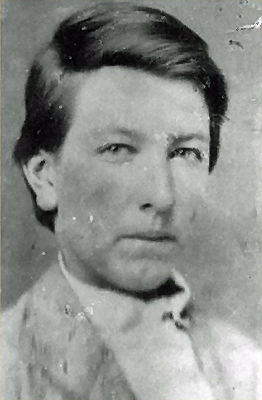
Том О'Фолльярд, ок. 1875
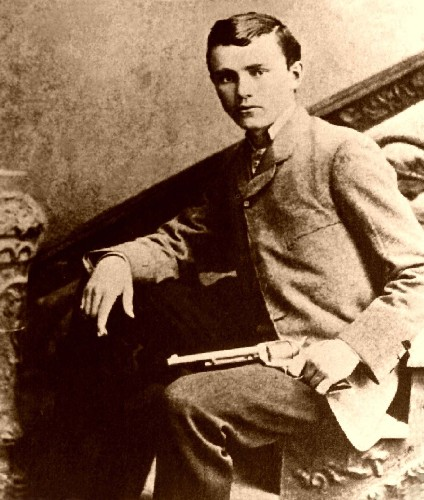
Боб Форд, ок. 1883
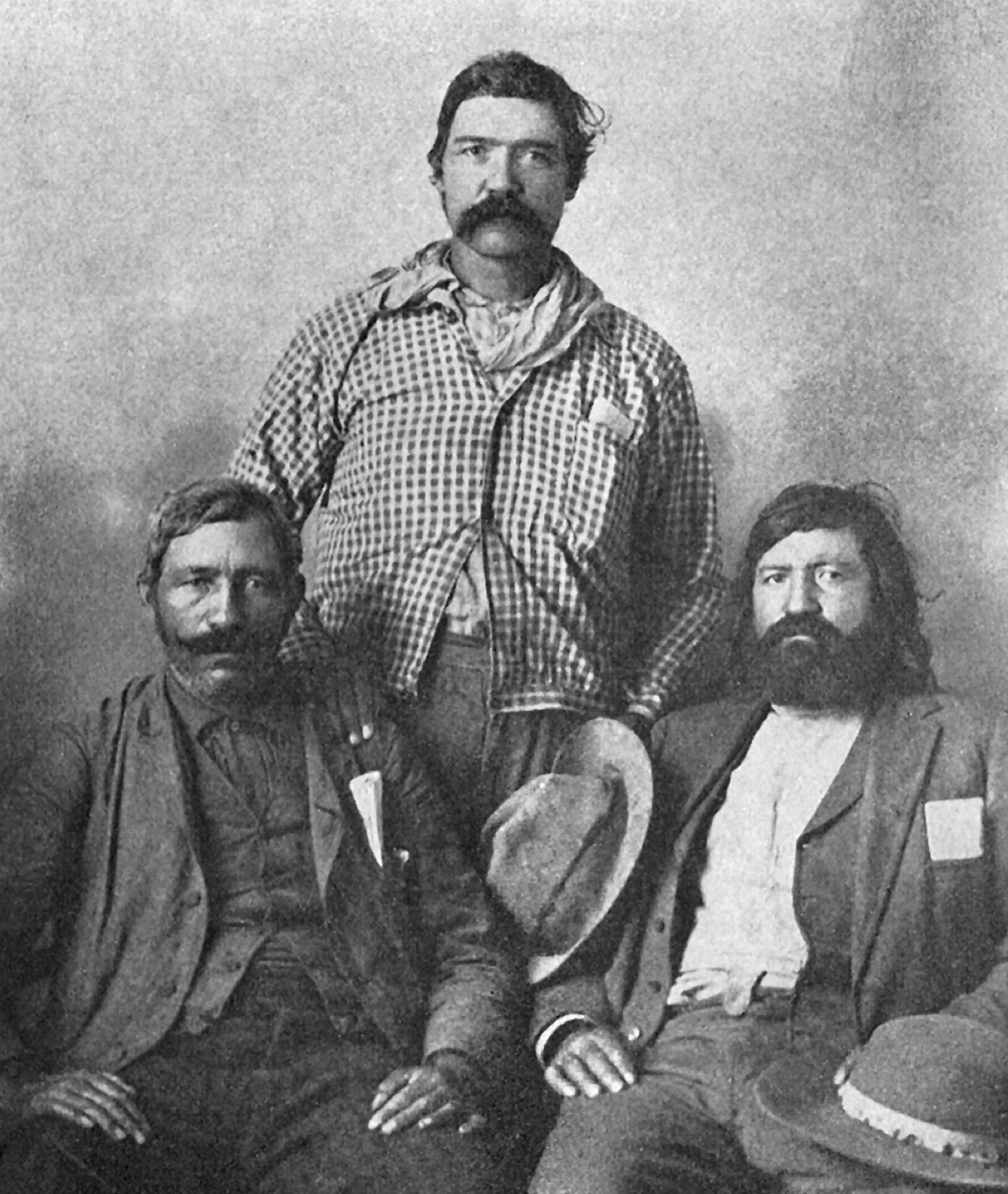
Три члена банды «Белые шляпы»